# Armatura (tessitura)
Armatura è un vocabolo che nell'ambito tessile ha due significati:
- il primo è il complesso delle operazioni per il montaggio del telaio, armare quindi significa preparare il telaio per la tessitura;
- il secondo è il modo di intrecciarsi dei fili di ordito con quelli della trama, una armatura definisce che tipo di tessuto si otterrà da quella tessitura.

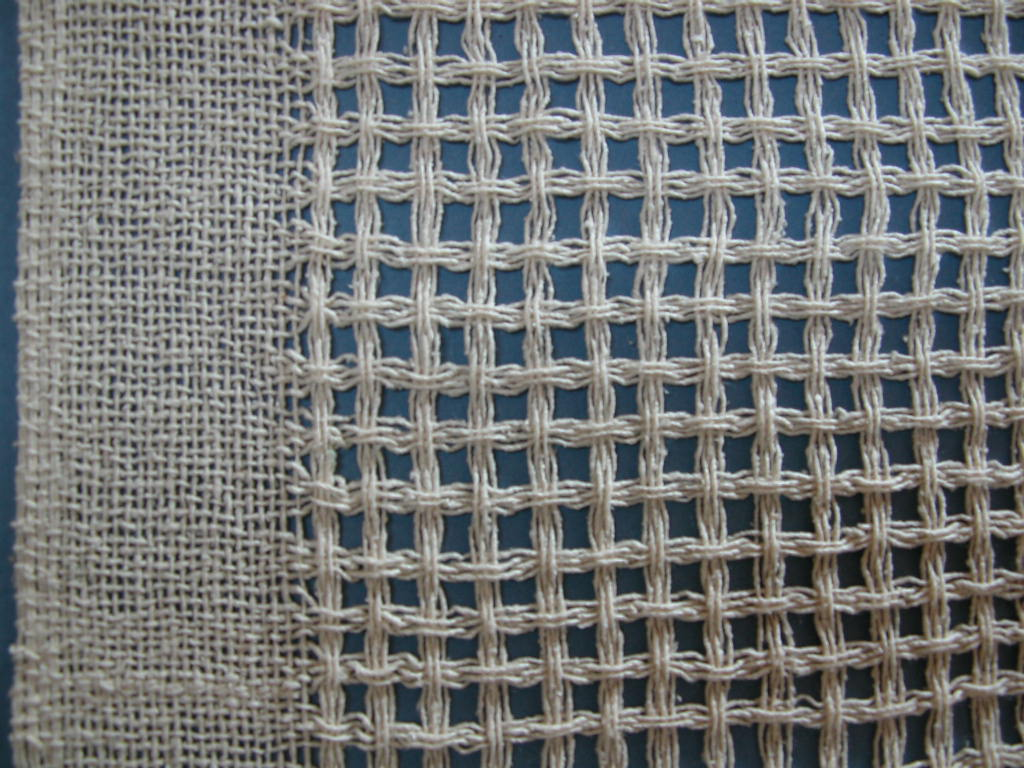
Armatura a garza (huck lace) con bordo a tela

Di seguito si tratta del secondo punto.

## Armature base
- il quadretto bianco indica che il filo di ordito passa sotto al filo di trama (riposo).
- Il quadretto nero indica che il filo di ordito passa sopra al filo di trama (levata - alzata - massa).
- quando vi sono più quadretti neri o bianchi consecutivi in orizzontale abbiamo uno "slegatura di trama"- se quadretti neri a rovescio, se bianchi al ritto.
- quando vi sono più quadretti neri o bianchi consecutivi in verticale abbiamo uno "slegatura d'ordito".- se quadretti neri al ritto, se bianchi a rovescio.

Il "rapporto d'armatura" è il numero minimo di fili d'ordito e di trame necessario per rappresentare l'armatura.
La "scrittura" di un'armatura si chiama messa in carta.
Gli intrecci o "armature fondamentali" sono tre:

### Tela

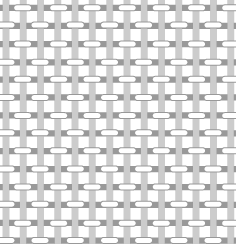
Tela

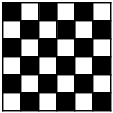
Armatura tela

La "tela" è un intreccio facile, nel quale tutti i fili di ordito dispari si alzano al passaggio delle trame dispari, e tutti gli orditi pari al passaggio delle trame pari. Il rapporto è 1:1, cioè 2. Si presenta identico su entrambe le facce; occorrono due licci.

### Armatura a saia (o diagonale)

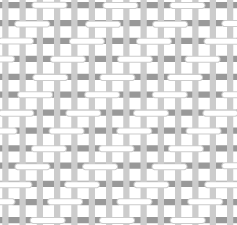
Batavia

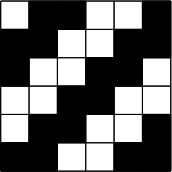
Armatura saia batavia

La «saia» (in inglese «twill») è un intreccio con nervature oblique date dallo scarto delle "legature" (una legatura è il passaggio di un filo di ordito sopra un filo di trama). Se il rapporto è di 1:2, (saia a tre) (spina da tre) un filo di ordito passa sopra un filo di trama e poi sotto due; è l'armatura del denim (tessuto dei jeans) e necessita di tre licci. Molto comune è la saia a quattro (batavia).
Si possono fare molte saie che danno come risultato, oltre le diagonali, disegni a "lisca di pesce", disegni pied de poule.
Molti tessuti noti sono saie: tartan, tweed, gabardina.

### Raso

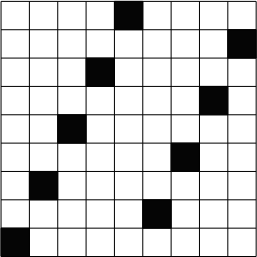
Armatura raso da 9

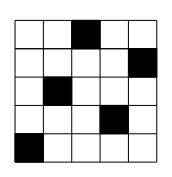
Armatura raso da 5

Il "raso" è un intreccio in cui le legature di ordito e di trama sono più rade, quindi il tessuto presenta un aspetto uniforme, lucido sulla faccia a dominante d'ordito e opaco sulla faccia a dominante trama. Il raso è l'armatura del damasco.

## Garza o Traforato a giorno (huck lace)

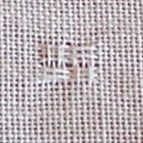
Garza huck lace

Produce tessuti traforati, con un'armatura tipo si possono ottenere, cambiando la movimentazione dei licci, tipi di garze differenti. Adatti a tende, tovagliato e abbigliamento. Si differenzia dalla falsa garza, chiamata Mock leno o Mock lace (Mock significa "falso") soprattutto per il tipo di rimettaggio. La larghezza del disegno della finta garza è difatti ottenuto tramite sequenze di fili pari. Nell'Huck lace le sequenze sono formate da un numero di fili dispari. Si dice infatti garza da 3 quando il disegno è prodotto da 3 fili, garza da 5 se prodotta da 5 fili (come nella foto), garza da 7, ecc.

## Nido d'ape
Produce tessuti a tre dimensioni, in superficie un reticolo in rilievo, in profondità le nicchie dei buchi. Adatto ad asciugamani e accappatoi per la capacità di assorbire l'acqua.

## Tessuto doppio
Per il più semplice, tessuto doppio a tela, occorrono quattro licci, due formano la tela A (1 e 3), due la tela B (2 e 4), i fili dei licci 1 e 2 insieme passano nella fessura del pettine dispari, i fili di 3 e 4 in quella pari. Con le diverse movimentazioni dei licci e inserimenti della trama si possono ottenere: due strisce di tessuto separate, una sopra e l'altra sotto; una striscia unica di tessuto larga il doppio, le due strisce attaccate su un lato; un tubo, le strisce attaccate su entrambi i lati; combinazioni di queste possibilità che formano tasche, cannelli. Combinando le possibilità di movimentazione dei licci, anche più di quattro, con l'uso di fili di colore differente i risultati ottenibili dalla tessitura doppia sono enormi.

## Summer and winter

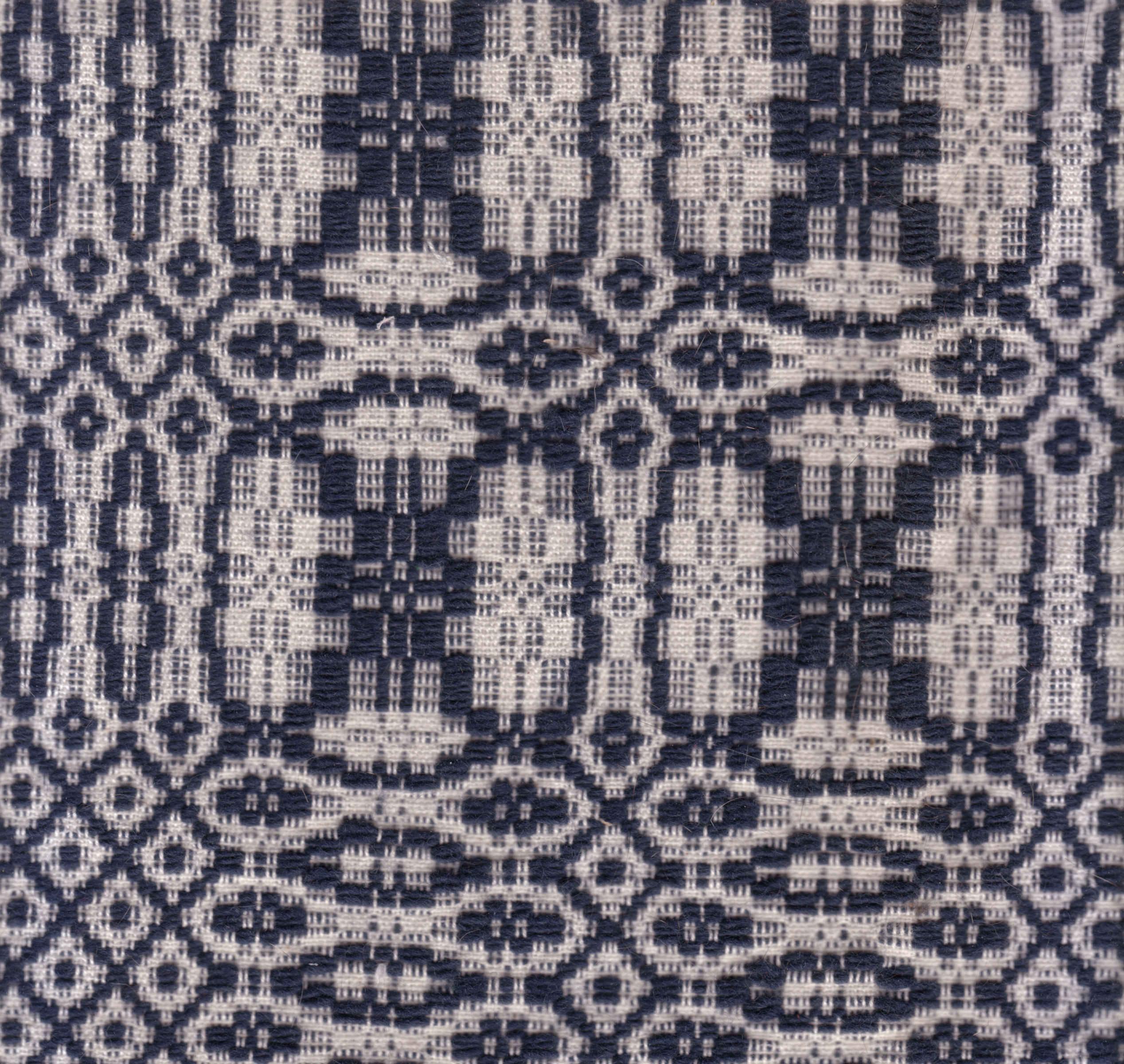
Copriletto summer e winter

Armatura con almeno quattro licci, gioca sul contrasto tra i fili chiari e scuri che creano disegni geometrici. Tipica degli Stati Uniti dove veniva utilizzata per la tessitura di copriletto con un lato tendenzialmente chiaro, per l'estate, e il rovescio tendenzialmente scuro per l'inverno.